# Macropanax membranifolius
Macropanax membranifolius är en araliaväxtart som beskrevs av C.B.Shang. Macropanax membranifolius ingår i släktet Macropanax och familjen Araliaceae. Inga underarter finns listade.